# Used to Love You
«Used to Love You» es una canción de la cantante estadounidense Gwen Stefani, incluida en su tercer álbum de estudio, This Is What the Truth Feels Like, publicado en 2016 a través de la discográfica Interscope Records. Stefani la compuso junto a Justin Tranter, Julia Michaels, J. R. Rotem y Teal Douville, y Rotem la produjo. Tras la tibia recepción de sus sencillos de 2014, «Baby Don't Lie» y «Spark the Fire», ella postergó el disco que estaba preparando para el año siguiente. Finalmente, desechó ese proyecto y optó por empezar uno nuevo. Como parte de esta nueva etapa, lanzó «Used to Love You» el 20 de octubre de 2015, seguido de su envío a la radio el 27 de octubre. 
El tema es una balada synth pop de tempo medio, con una base de piano, sintetizadores sutiles y percusión contenida. Su letra es sobre su angustia por una ruptura amorosa y cuestionarse cómo pudo enamorarse. Stefani confirmó que la canción surgió tras su divorcio de Gavin Rossdale, vocalista de Bush, con quien estuvo casada 13 años. La crítica musical elogió su emotividad y profundidad lírica. Muchas reseñas la consideraron una mejora notable frente a sus lanzamientos previos, que ella misma los calificó después como «apresurados». Su primera presentación en directo fue el 17 de octubre de 2015, y su video musical se estrenó tres días después. El clip muestra a la cantante sobre un fondo negro, captando en primer plano su expresión emocional mientras tararea fragmentos de la canción.

## Antecedentes y lanzamientos
En octubre de 2014, Stefani lanzó su primer sencillo en solitario en seis años, «Baby Don’t Lie», y, tras una acogida moderada, en diciembre publicó «Spark the Fire». Sin embargo, ambos temas tuvieron un desempeño inferior en las listas, lo que la llevó a posponer para el año siguiente un álbum que tenía en desarrollo. Después de varios meses sin novedades sobre el proyecto, reveló en una entrevista para Entertainment Weekly que lo descartó para hacer uno nuevo, ya que no se sentía del todo comprometida con ese proyecto. Comenzó a escribir nuevo material en junio de 2015 y, tras su divorcio de Rossdale un mes después, se sintió «especialmente inspirada». Declaró: «Necesitaba atravesar lo que tenía que atravesar para escribir el disco que debía escribir. […] Estas canciones son realmente naturales: nacen de no preocuparse por lo que pasó o por lo que pasará, sino de vivir el momento, de estar presente y de sentir».
Durante la elaboración del álbum, el encargado de artists and repertoire en la discográfica convocó a los compositores y productores J. R. Rotem, Justin Tranter y Julia Michaels para colaborar con Stefani. Ella dejó claro en una sesión de grabación que lo único que le importaba era expresarse con sinceridad, sin preocuparse por crear éxitos comerciales. En ese ambiente, Michaels recordó que una frase espontánea que Stefani improvisó, “I don't know why I cry but I think it's because I remembered for the first time since I hated you that I used to love you” —«No sé por qué lloro, pero creo que es porque recordé por primera vez desde que te odiaba que solía amarte»—, se transformó rápidamente en melodía; de hecho, «Used to Love You» surgió al día siguiente, como respuesta a la advertencia de la disquera de que el álbum era demasiado personal. El 17 de octubre, Stefani presentó un concierto en un evento realizado por Mastercard en el Hammerstein Ballroom de Nueva York. Antes del bis, tuiteó: «¿Listos para el bis? Agárrense, ¡nuevo sencillo en 5–4–3–2–1!», y, previo a interpretar «Used to Love You», anunció: «Solo quiero compartir una canción que escribí recientemente. Esta canción es realmente especial». El 20 de octubre, publicó el sencillo para descarga digital en iTunes. Finalmente, una semana después, Interscope Records lo envió a las radios de música pop, y fue el primer lanzamiento oficial del nuevo proyecto.

## Composición
«Used to Love You» fue escrita por Stefani, Tranter, Michaels y Rotem, quien también la produjo. Se trata de una balada «sombría» synth pop de tempo medio, con una duración de tres minutos y cuarenta y siete segundos. James Grebey, de Spin, destacó a Stefani por exponer sus «apasionados» y «conflictivos» matices vocales sobre «oleadas moderadas» de sintetizadores y golpes de batería «emocionales». Su letra es sobre una ruptura en el que la ella se cuestiona cómo pudo enamorarse de su ex, que a los críticos musicales les pareció que está inspirada en su divorcio de Rossdale tras 13 años de matrimonio. En una entrevista para Today con Matt Lauer, lo confirmó, afirmando: «Nunca he lanzado un disco en el que esté viviendo las cosas en tiempo real. […] Es como si hubiera escrito esa canción hace apenas un par de semanas». Según Daniel Kreps, de Rolling Stone, esto se percibe en el estribillo. Erin Jensen, de USA Today, resaltó algunos fragmentos, como: “You just pushed me too far. I bet nobody taught you, nobody taught you how to love” —«Simplemente me empujaste demasiado, apuesto a que nadie te enseñó a amar»—. Kreps comparó la letra con «Dreaming the Same Dream», un tema de No Doubt, mientras que Alex Kritselis, de Bustle, afirmó que «evoca algunas de sus mejores baladas, como “Cool”, “Early Winter” y “4 in the Morning”».

## Recepción

### Comentarios de la crítica
«Used to Love You» recibió aclamación por parte de la crítica musical. Madison Vain, de Entertainment Weekly, escribió que sus letras, tan «hiper-personales», resultan «inmediatas y conmovedoras». Poco después, Maeve McDermott, de USA Today, la nombró «Canción de la Semana» en octubre y subrayó que, aunque comparte «espíritu» con otro éxito de Stefani, «Don't Speak», en esta ocasión el dolor se siente «vertiginosamente fresco», «propio de una artista más madura y sin nada que demostrar». Kritselis la definió como un «fantástico sencillo de regreso» y una «mejora rotunda» respecto a «Baby Don’t Lie», enfatizando que cuando repite el estribillo “I don't know why I used to love you” —«No sé por qué solía amarte»— se percibe con fuerza su emoción. Carolyn Menyes, de Music Times, coincidió al señalar que «no se había escuchado un himno de ruptura de Stefani desde sus días en Tragic Kingdom» y, tras una serie de sencillos «mediocres», concluyó que estaba de vuelta. En una reseña posterior del álbum, expresó estar impresionada por la «vulnerabilidad mostrada», y lo comparó con trabajos anteriores como «Cool» y «Ex-Girlfriend», y aseguró que «el potencial de This Is What the Truth Feels Like se evidencia en canciones como “Used to Love You”». Sean Fitz-Gerald, de Vulture, afirmó que la canción se inclina hacia el lado más melifluo y sentimental de Stefani, la calificó de «desgarradora», y advirtió que, al escucharla, «los pañuelos son imprescindibles». Amanda Dykan, de AltWire, la describió con metáforas gráficas: «llega, envuelve con sus uñas acrílicas tu corazón palpitante, lo arranca del pecho, lo tira al suelo y lo pisa».
Jillian Mapes, de Pitchfork Media, comentó que «Stefani, ahora 20 años más sabia, la reinventa», y resaltó que es uno de los pocos momentos del álbum en que «su esencia se destaca entre la multitud pop»; incluso llegó a considerarlo su mejor tema desde «Don't Speak», y comparó su clímax musical con el de «Like a Prayer» de Madonna. Adam Kivel, de Consequence of Sound, lo describió como «un momento reconocible de desamor, entregado en un encantador susurro en falsete», mientras que Nate Jackson, de OC Weekly, valoró su tono sombrío. Por su parte, Marcus Floyd, de Renowned for Sound, le otorgó 4,5 de 5 estrellas, afirmando que «cada letra y cada nota se cantan con el corazón, y el coro te atrapa», y Michael Smith, del mismo sitio, la reconoció como una de las canciones más sólidas del disco, y la catalogó de «inesperadamente sentida». Spencer Kornhaber, escribiendo para The Atlantic, la calificó como la pista «más desgarradora» del álbum, gracias a «su sentimiento y ejecución». Sin embargo, señaló que «una observación cruda y un leve chillido en el estribillo pueden provocar lágrimas, como en el video acompañante, pero el resto de la canción se queda corto». En una reseña mixta, Adam R. Holz, de Plugged In, un medio de reseñas sobre entretenimiento perteneciente a la organización Enfoque a la Familia, consideró que, en la canción, el dolor «se acerca peligrosamente a la amargura». Por su parte, Mesfin Fekadu, crítico de The National, afirmó que la canción «no se siente conectada a Stefani, es como si otra estrella del pop lo interpretara y la diferencia pasara desapercibida».

### Desempeño comercial
En Estados Unidos, «Used to Love You» ingresó en el Billboard Hot 100 en el puesto 84 durante la semana que concluyó el 14 de noviembre de 2015, y debutó en el puesto 40 de su componente Pop Songs. Tras una actuación en los Premios American Music de 2015, reingresó al Hot 100, alcanzando el puesto 77 como nuevo máximo, y esa presentación impulsó la venta de 29 000 copias digitales adicionales, lo que la ubicó en el puesto 82 de la lista Artist 100. Permaneció un total de nueve semanas en el Hot 100, alcanzando su pico en el número 52 en diciembre de 2015 y saliendo de la lista al ubicarse en el puesto 80 en enero de 2016. Llegó al puesto 14 en la lista Digital Songs, registrando el mayor aumento de Stefani para la semana que finalizó el 19 de diciembre de 2015. Previamente, en octubre, se lanzó a la radio de música pop contemporánea en Estados Unidos, lo que le permitió ingresar al Adult Top 40, donde alcanzó el puesto 10 y permaneció 15 semanas; este fue su segundo mejor posicionamiento en dicha lista, al acercarse al máximo número 4 conseguido con «Cool» en 2005.
Para la semana que concluyó el 16 de enero de 2016, alcanzó el puesto 21 tanto en las listas Adult Contemporary como en Mainstream Top 40, siendo su mejor entrada en la primera y la segunda más baja en la otra. Finalmente, el 11 de marzo, fue certificada oro por la Recording Industry Association of America, al superar las 500 000 copias vendidas, lo que marcó su primera distinción de este tipo desde su sencillo «Hollaback Girl», también en 2005. Fuera de Estados Unidos, «Used to Love You» tuvo un desempeño más modesto, alcanzando sus mejores posiciones en únicamente cuatro países. En Canadá, llegó hasta el puesto 57 del Billboard Canadian Hot 100, siendo el sencillo de Stefani con menor rendimiento; sin embargo, su siguiente lanzamiento, «Make Me Like You», se posicionó en el 62 en febrero de ese mismo año, quedando incluso por debajo. En el Reino Unido, no logró entrar al top 100, pero llegó al puesto 157 en el UK Singles Chart el 31 de octubre de 2015. Por su parte, en Australia, según los ARIA Charts, debutó y alcanzó el puesto 58, mientras que en Escocia ingresó al número 87 durante la semana del 30 de octubre al 5 de noviembre.

## Videoclip
Stefani estrenó el videoclip del tema  el 20 de octubre de 2025. Fue dirigido por Sophie Muller, y su producción es simple; muestra a la artista al borde del llanto, sentada en un ambiente oscuro y vestida con una camiseta blanca sin mangas. Menyes señaló que, «aunque el video muestra a Stefani al borde del llanto la mayor parte del tiempo, canta frases clave que intensifican el impacto emocional». McKenna Aiello, de E! Online, resaltó que «la capacidad de contener sus lágrimas evidencia su fortaleza interior». Por su parte, Marc Inocencio, del sitio web de Ryan Seacrest, consideró que el video «es sencillo, pero suficiente para narrar la historia detrás de un desamor reciente», y lo calificó de «realmente desgarrador». Erin Strecker, de Billboard, coincidió con esta apreciación, mientras que Joe Satran, de HuffPost, lo describió como «sencillo, vulnerable y crudo: precisamente lo opuesto a los videos exuberantes, incluso maximalistas, que uno suele esperar de la vocalista de No Doubt».

## Interpretaciones en directo
El 17 de octubre de 2015, Stefani interpretó en directo «Used to Love You» durante un concierto exclusivo para usuarios de Mastercard en el Hammerstein Ballroom de Nueva York.  Posteriormente, debutó el tema en televisión el 26 de octubre de 2015 en The Ellen DeGeneres Show. Satran calificó su presentación de «bastante conmovedora», mientras que a Caily Lindberg, de Music Times, le pareció «cargada de emoción». Por su parte, Robbie Daw, de Idolator, comentó que «mientras su banda, vestida de negro, permanecía en las sombras acompañándola con coros, Gwen se ubicaba en el centro del escenario con su emotiva canción de desamor, luciendo visiblemente angustiada pero interpretándola a la perfección». El 22 de noviembre de 2015, la artista cantó el tema en la edición de 2015 de los premios American Music. Además, lo presentó en diversas presentaciones públicas, entre las que se incluyen The Voice, The Tonight Show Starring Jimmy Fallon y New Year's Eve with Carson Daly, poco después de la cuenta regresiva para el nuevo año.

## Créditos y personal
Créditos adaptados de las notas del álbum.
Créditos
- Gwen Stefani — voz, composición
- Teal Douville — programación adicional de batería
- Chris Gehringer — masterización
- Serban Ghenea — mezcla
- John Hanes — ingeniería de mezcla
- Samuel Kalandjian — ingeniería
- Julia Michaels — composición
- J.R. Rotem — producción, composición
- Phil Seaford — asistencia de ingeniería de mezcla
- Justin Tranter — composición

## Posicionamiento en listas
| Australia      | ARIA Charts                    | 58  |
| Canadá         | Canadian Hot 100               | 57  |
| Escocia        | OCC                            | 87  |
| Reino Unido    | OCC                            | 157 |
| Estados Unidos | Billboard Hot 100              | 52  |
| Estados Unidos | Adult Contemporary (Billboard) | 21  |
| Estados Unidos | Adult Pop Airplay (Billboard)  | 10  |
| Estados Unidos | Pop Airplay (Billboard)        | 21  |

## Certificaciones
| País           | Organismo certificador                    | Certificación | Ventas certificadas | Ref.   |
| -------------- | ----------------------------------------- | ------------- | ------------------- | ------ |
| Estados Unidos | Recording Industry Association of America | Oro           | 500 000             | [ 40 ] |